# Rue Merderet (ancienne voie de Paris)
Plusieurs anciennes voies de Paris ont porté le nom de rue Merderet (ou Merderel) en raison de leur caractère boueux, insalubre ou couvert d’immondices :
- la rue Merderet, ou « Merderiau », « Merderai », « Merderel », située entre la rue Mauconseil et la rue de la Grande-Truanderie. Jaillot la décrit comme une rue « fort étroite et fort sale […] On a adouci ce nom en changeant deux lettres et, avant le milieu du siècle passé, on la nommait rue Verdelet »[1], puis Verderet. Elle fut supprimée lors du percement de la rue de Turbigo ;
- la rue Merderet, aussi appelée « rue des Marais du Temple », qui allait de la rue du Faubourg-du-Temple à la rue de la Folie-Méricourt ;
- la rue Merderet, près du Grand Châtelet, qui reliait la rue de Gesvres à la rue de la Tuerie. Elle fut nommée aussi « Petite Rue » ou « ruelle de Gesvres » ;

- la rue Merderel, qui commençait rue Plâtrière et finissait rue Coq-Héron et rue de la Jussienne. Elle est aussi nommée l’« Orde rue », c’est-à-dire la rue sale. À son emplacement, a été édifiée la poste centrale du Louvre. Elle est parfois confondue avec la rue Verderet ci-dessus.

## Sources
- Félix et Louis Lazare, Dictionnaire administratif et historique des rues et monuments de Paris, éditions Maisonneuve et Larose, 1994  (ISBN 2-7068-1098-X).
- Jaillot et Michel Fleury, Recherches critiques, historiques et topographiques sur la ville de Paris,Berger-Levrault, 1977.
- Jacques Hillairet, Dictionnaire historique des rues de Paris, Les Éditions de minuit, 1985  (ISBN 2-7073-1054-9).